# Jean de Dürbheim
Jean de Dürbheim (mort le 6 novembre 1328) est chancelier de l'empereur Albert Ier, prince-évêque d'Eichstätt de 1305 à 1306 puis de Strasbourg de 1306 à sa mort.

## Biographie
Les chroniques plus anciennes supposent que Dürbheim (Dirpheim au Moyen-Âge) en Souabe est son lieu d'origine. Il est le fils de Jean de Wildegg, prévôt de Zurich, et d'une célibataire. Malgré sa naissance dans un rang inférieure, il atteint la plus haute dignité de l'église grâce au soutien des Habsbourg. Il étudie le droit à l'université de Bologne. Il est notamment chanoine de Constance, de l'église Saint-Pierre de Strasbourg et du Grossmünster de Zurich. Il devient plus tard prévôt du Grossmünster. Il est protonotaire du roi en 1298 puis promu chancelier en 1303.
Le chapitre de la cathédrale d'Eichstätt choisit Jean pour garantir les revendications de l'héritage des Hirschberg (de) contre les ducs de Bavière, en particulier de Bavière-Munich ; la confiance vient de son intimité avec le roi.
Il est présent aux négociations entre le roi Albert Ier et le pape Clément V à Lyon concernant le couronnement d'empereur. Il est alors transféré d'Eichstätt à Strasbourg sur décision du pape à qui le chapitre de Strasbourg avait demandé son aide, car il n'y a pas d'accord entre les chanoines du chapitre. Il lance des travaux de fortifications dans des communes de l'évêché (Molsheim, Mutzig, Schirmeck, Dachstein, Dambach, Benfeld, Marckolsheim, Sainte-Croix, Boersch, ainsi qu’Oberkirch de l’autre côté du Rhin) contre les faides. Lors du synode de 1310, Jean prescrit à tous les détenteurs de bénéfices religieux de se faire ordonner, il entend améliorer les mœurs du clergé, contrôler les mouvements des objets du culte, les ornements des églises, régler le conflit latent entre les ordres séculiers et réguliers. Il excommunie les membres du Libre-Esprit en 1311. Fidèle à la papauté de Jean XXII, Jean subit des faides de Louis de Bavière jusqu'à un accord avec lui en 1326. En 1328, il fait élever de nouveaux vitraux dans la cathédrale de Strasbourg,.
Il est enterré dans la chapelle de l'hôpital Sainte-Marie de Molsheim qu'il avait fait construire en 1316
 après l'épidémie de peste en 1311.  Plus tard, lorsque la chapelle de l'hôpital, délabrée, fut démolie et remplacée par l'église du collège jésuite le tombeau, avec gisant y fut transféré.  